# Stadtschloss Kassel

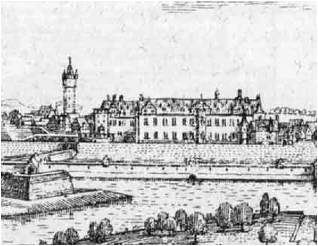
Ausschnitt des Merian-Bildes

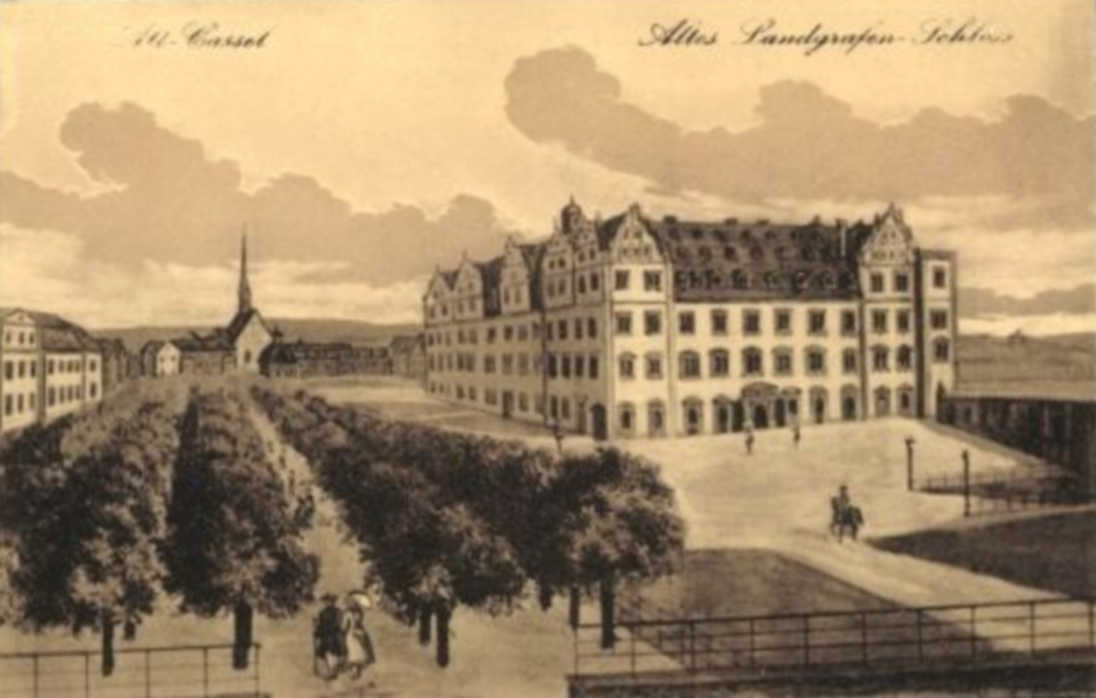
Das Landgrafenschloss auf einer alten Postkarte nach einem Gemälde von ca. um 1800. Blick aus dem Bereich der Bastion auf Landgrafenschloss und Lustgarten; links im Hintergrund Kirche und Kloster.

Das Stadtschloss Kassel, auch Landgrafenschloss genannt, im nordhessischen Kassel war von 1556 bis 1567 die Residenz der Landgrafen von Hessen, von 1567 bis 1806 der Landgrafen und (ab 1803) Kurfürsten von Hessen-Kassel und von 1807 bis zu seiner Zerstörung durch einen Großbrand im November 1811 des Königs Jérôme Bonaparte von Westphalen.

## Lage

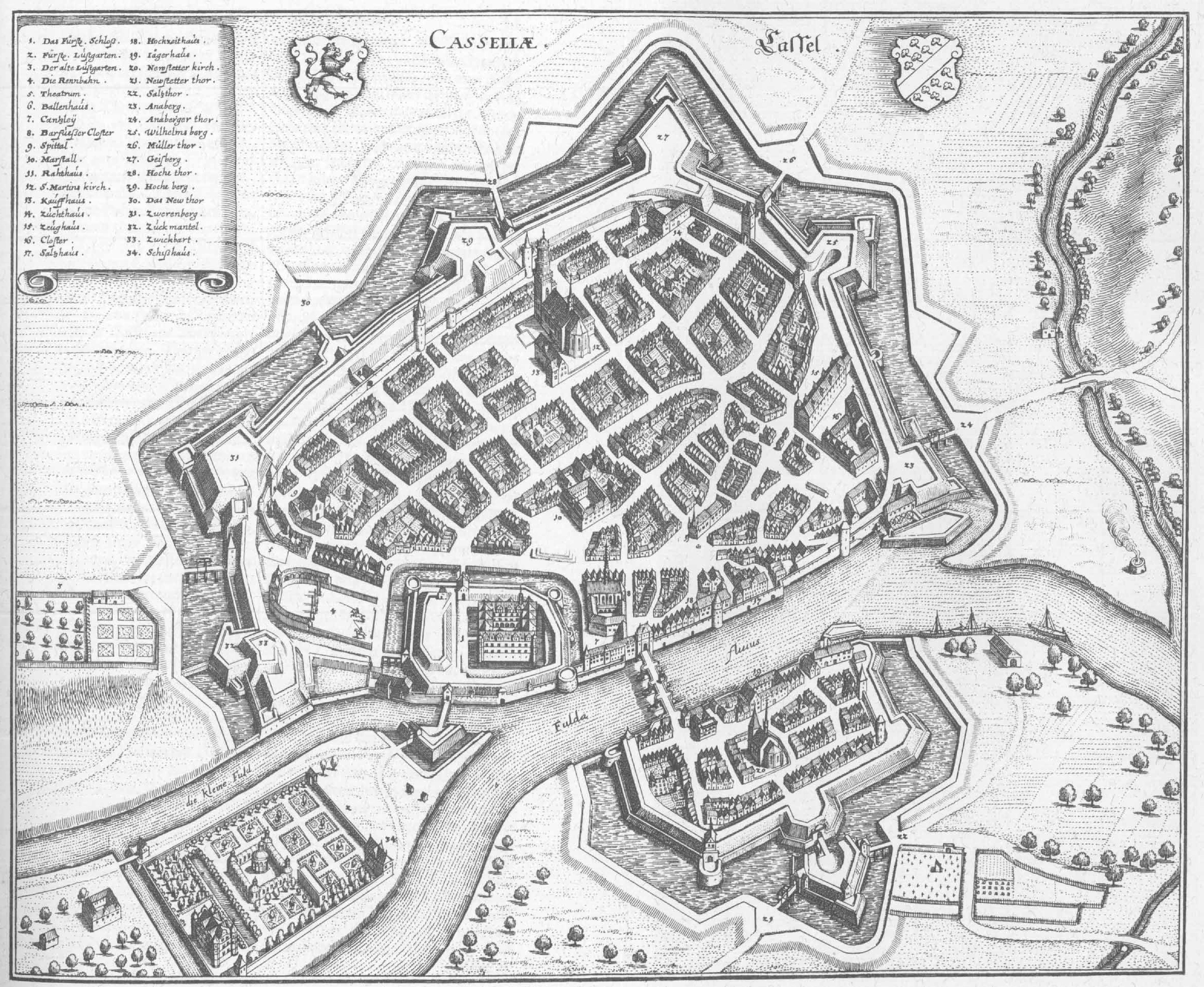
Stadtplan Kassels von Matthäus Merian, 1648; das Schloss liegt im Südwesten der Stadt, am Nordufer der Fulda

Das Schloss stand, auf 156 m ü. NN, an der Stelle des heutigen Regierungspräsidiums, zwischen dem Steinweg und der Fulda, wo vermutlich bereits der ehemalige fränkische Königshof Chassalla aus dem Jahr 913 gestanden hatte.

## Vorgängerbauten

### Die Landgrafenburg Heinrichs I.
Am gleichen Ort befand sich ab 1277 die erste Burg der hessischen Landgrafen, die von Landgraf Heinrich I. angelegt und von seinen Nachfolgern erweitert wurde; Fundamente und Kellergewölbe der alten Burg aus dem 14. und 15. Jahrhundert wurden im Jahre 1935 freigelegt. In strategisch günstiger Lage über dem hohen Ufer der Fulda konnte der Flussübergang für die Fernstraßen gesichert werden. Diese erste Burg war vermutlich größtenteils aus Holz; erst im Jahre 1386 kam eine steinerne Befestigungsanlage hinzu.

### Der Ludwigsbau
An der Stelle dieser fast 200 Jahre alten Burg ließ Landgraf Ludwig II. in den Jahren 1462 bis 1466 einen neuen Bau errichten. Auf einem von Südwesten nach Nordosten gerichteten Rechteck entstand ein zweigeschossiger Unterbau aus Stein mit einem einstöckigen Oberbau aus Fachwerk. Die Burg bestand aus einem Herrensitz und einigen Einzelgebäuden, die einen Innenhof umschlossen. Dieser sogenannte Ludwigsbau stand an der Nordwestseite des Geländes, parallel zum alten Steinweg. Er musste nach einer Pulverexplosion schon bald erneuert werden und wurde in den folgenden Jahren ständig erweitert und verbessert. Gegen Ende des 15. Jahrhunderts wurden die Befestigungsanlagen der Burg erneuert. Landgraf Wilhelm II. ließ ab 1502 einen größeren Erweiterungsbau, einen Flügel aus roten Sandsteinen, an der der Fulda zugewandten Seite errichten, der wegen seiner roten Farbe „Rothensteinflügel“ genannt wurde.

## Bau

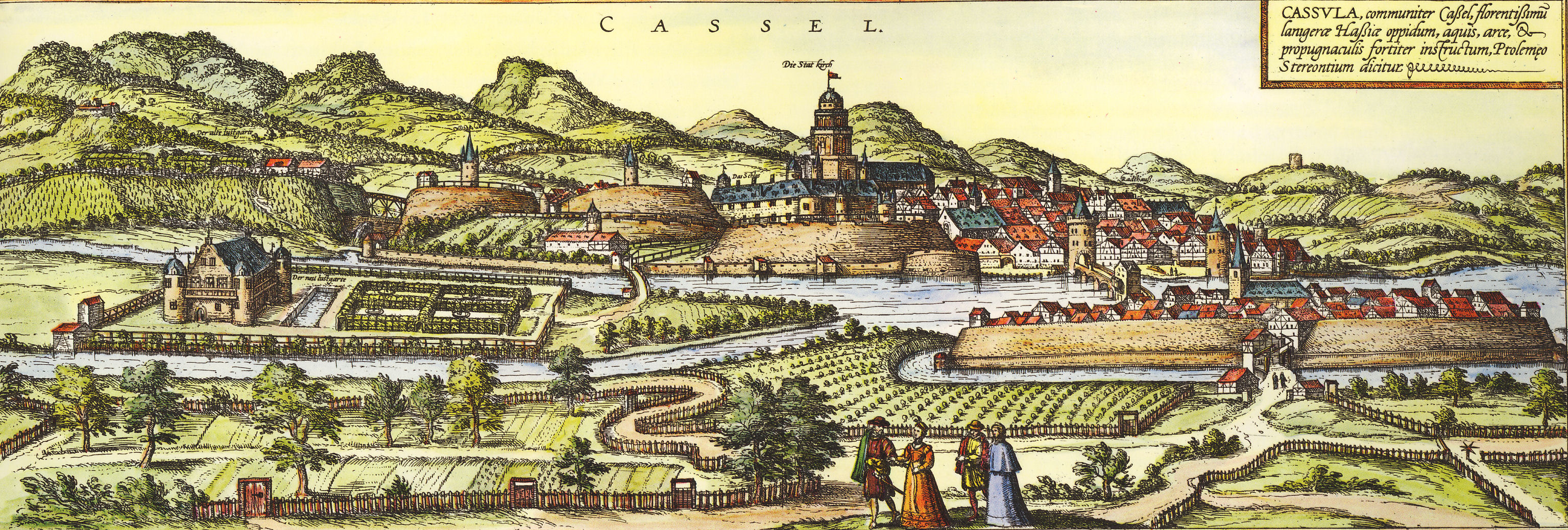
Stadtansicht von Kassel von Georg Braun und Franz Hogenberg (zwischen 1572 and 1618); mittig das Stadtschloss

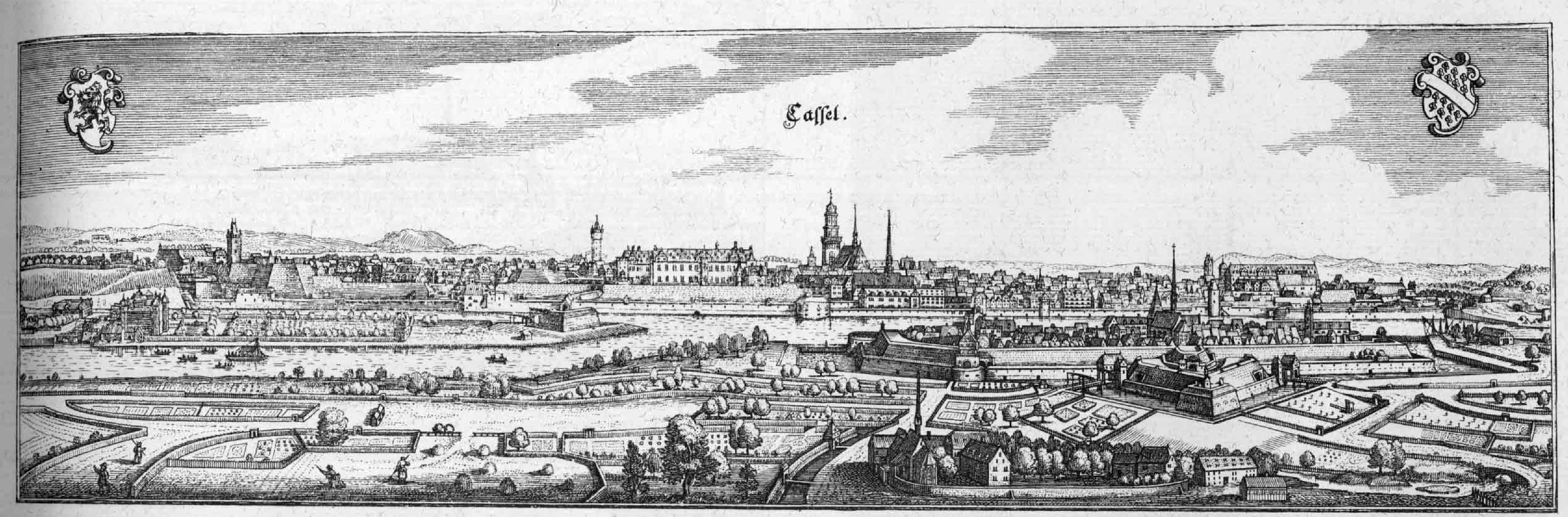
Kassel – Auszug aus der Topographia Hassiae von Matthäus Merian 1655; in der Bildmitte links neben der Martinskirche das Landgrafenschloss

Landgraf Philipp I., der ab 1523 die Stadt Kassel in eine neuzeitliche Festung mit Bastionen umbauen ließ, verfügte schließlich den teilweisen Abriss der mehrfach um- und ausgebauten Burg und ließ an ihrer Stelle von 1556 bis 1562, unter Einbeziehung vorhandener Bausubstanz, von dem Festungsbaumeister Antonius Riemenschneider ein Schloss im Renaissancestil errichten. Die Bauarbeiten begannen im November 1556. Auf den Neubau des Küchenbaues mit der zentralen Einfahrt im Südwesten folgten 1560 die Arbeiten am anschließenden stadtseitigen Backhausbau, während der zur Brüderkirche hin gelegene Frauenzimmerbau 1560–62 ausgebaut wurde. Philipps Sohn Wilhelm IV., der erste Landgraf von Hessen-Kassel, ließ schließlich 1570–74 den gotischen „Rothensteinflügel“ renovieren. An der Ausgestaltung der Innenräume waren die hessischen Hofmalern Caspar van der Borcht und Jost vom Hoff federführend beteiligt. Wilhelm IV. ließ im Schloss auch die erste Sternwarte Mitteleuropas einrichten; sie bestand aus zwei Altanen an der Südfront des Schlosses und war mit einem Balustraden-Rundgang versehen. Landgraf Moritz, der Sohn Wilhelms IV., ergänzte die Umgestaltung mit dem Umbau der Kapelle zwischen dem Rothensteinflügel und dem Frauenzimmerbau. Das Schloss war nunmehr eine nicht ganz regelmäßige, dreistöckige, vierflügelige Anlage mit nahezu quadratischem Grundriss um einen geräumigen Innenhof und mit hohen Dach mit zahlreichen Zwerchgiebeln. In den Hofecken standen polygonale Wendeltreppentürme. Dieses Schloss diente, weitgehend unverändert, bis zur französischen Invasion im Dezember 1806 dem hessen-kasseler Fürstenhaus als Residenz.
Der letzte Landesherr von Hessen-Kassel, der im Stadtschloss residierte, war der 1803 zum Kurfürsten erhobene Wilhelm I. Er musste sein Land am 1. November 1806 verlassen, kurz bevor es von Frankreich besetzt wurde.
Nach der Schaffung des Königreichs Westphalen durch Dekret von Napoleon Bonaparte am 18. August 1807 bezog der neue König von Westphalen, Napoleons Bruder Jérôme, am 10. Dezember 1807 das Kasseler Stadtschloss.

## Zerstörung
In der Nacht von Sonnabend auf Sonntag, den 24. November 1811, schlugen plötzlich Flammen aus dem Schloss. Jérômes Hofbaumeister, Auguste Grandjean de Montigny, hatte aus einem großen Teil des Schlosses die Öfen entfernen und stattdessen eine Heizungsanlage einbauen lassen, bei der nach Art einer Fußbodenheizung kupferne Heizröhren unter die Fußböden verlegt worden waren. Die Außentemperatur in dieser Nacht betrug minus 20 Grad, und man hatte so stark eingeheizt, dass die Heizröhren glühten. Diese setzten die Holzböden in Brand, zuerst in dem an der Fulda gelegenen Flügel. Jérôme soll sich nur notdürftig bekleidet von seinem Schlafgemach in Sicherheit gebracht haben. Die Löscharbeiten waren sehr schwierig, weil die Feuerspritzen einfroren. Am Morgen war ein Drittel des Schlosses, einschließlich der Schlosskapelle, total zerstört; der Großbrand zerstörte den nordwestlichen Flügel völlig. Die Katastrophe wurde zumindest teilweise Jérômes Großmarschall des Palasts (d. h. Oberhofmarschall), Pierre Simon Meyronnet, von Jérôme zum Grafen von Wellingerode erhoben, zur Last gelegt. Man hatte ihn mehrfach auf Brandgeruch hingewiesen, aber er wies den Verdacht von Feuergefahr als Albernheit von sich. Dann brach der schon seit Tagen glimmende Brand aus.
Jérôme, der eher sein Vergnügen suchte und sein Königreich dabei finanziell ruinierte, zog in das Schloss Bellevue um und zeigte kein Interesse am Wiederaufbau.

## Ende

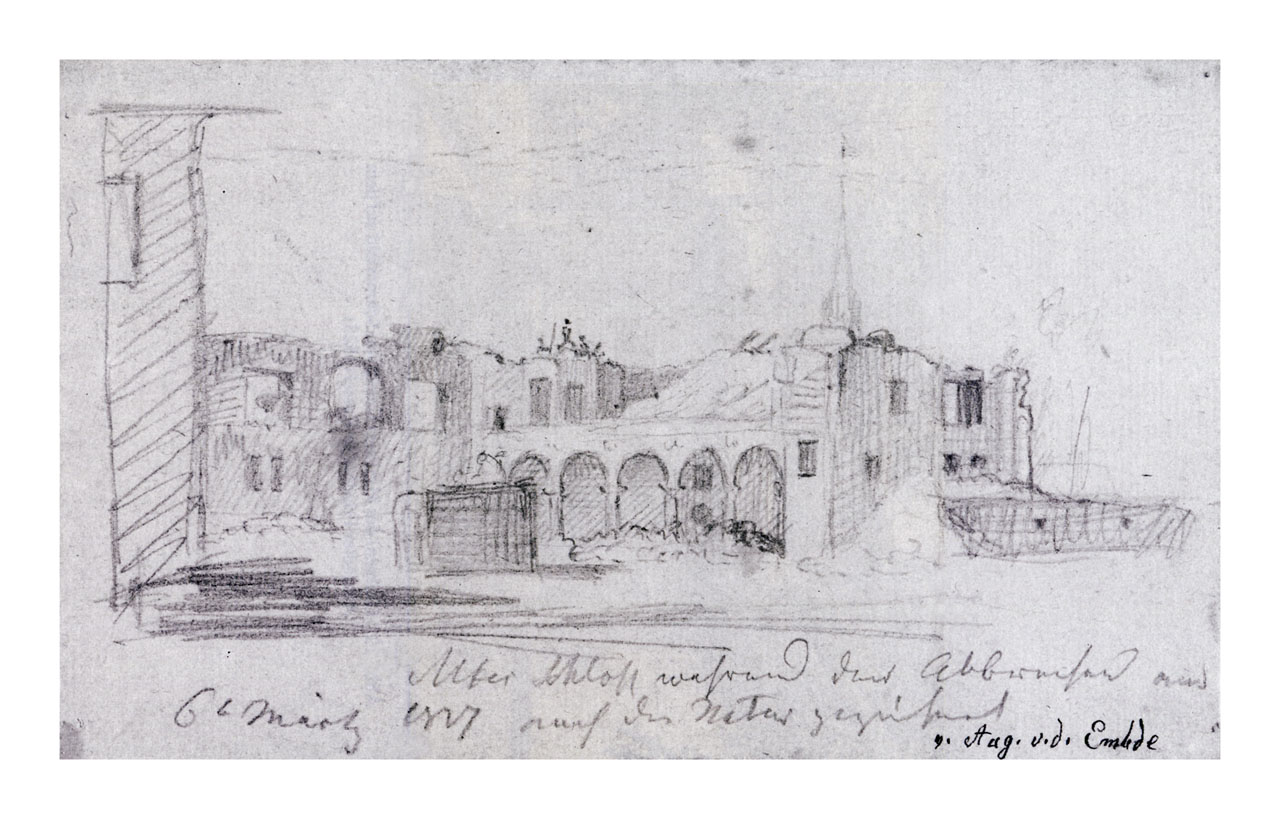
Ansicht des Schlosses während des Abbruchs am 6. März 1817. Blick auf den Nordflügel, im Hintergrund Turm der Brüderkirche

Kurfürst Wilhelm I. kehrte am 21. November 1813, nachdem die Franzosen in den Befreiungskriegen aus Kurhessen vertrieben worden waren, nach Kassel zurück. Da es ihm auf dem Wiener Kongress nicht gelungen war, zum „König der Chatten“ gekrönt zu werden, wollte er sich jedoch wenigstens ein Schloss bauen, das eines Königs würdig wäre. Im Dezember 1816 ließ er die Trümmer des zerstörten Flügels beseitigen und die ebenfalls beschädigten, aber noch stehenden drei Flügel des Stadtschlosses abreißen, um einen gewaltigen Neubauplan verwirklichen zu lassen. Sein Baumeister, Heinrich Christoph Jussow, plante für ihn die Chattenburg. Die Ausmaße und der Aufwand gingen weit über den üblichen Rahmen einer landesfürstlichen Residenz hinaus. Die langwierigen Gründungsarbeiten begannen im Juni 1817, doch erst am 27. Juni 1820 erfolgte die feierliche Grundsteinlegung. Als Wilhelm I. am 27. Februar 1821 starb, war nur das erste Stockwerk im Rohbau errichtet. Danach wurden die Arbeiten an dem klassizistischen Bau eingestellt, da sein Sohn und Nachfolger, Kurfürst Wilhelm II., sein kurprinzliches Palais am Friedrichsplatz vorzog und kein Interesse zeigte, das Werk fortzuführen. Von 1840 bis 1870 wurden die roten Sandsteine des Sockels abgetragen; sie wurden beim Bau der benachbarten Neuen Galerie 1871 bis 1874 verwendet.

## Inszenierung 2009
Am 13. September 2009, dem Tag des offenen Denkmals, steckten Mitarbeiter und Studierende der Universität Kassel die Umrisse des Schlosses und dessen prominentesten Räume nach den historischen Plänen ab. Dann stellten sich rund 3500 Kasseler Bürger mit gelben gasgefüllten Ballons auf die Markierungen und ließen die Ballons auf ein Zeichen hin gleichzeitig in die Luft. Damit entschwebte der Grundriss des alten Schlosses, allerdings stark vom Wind verwirbelt, in die Höhe über der Stadt.